# Megaprosopus regalis
Megaprosopus regalis är en tvåvingeart som beskrevs av Henry J. Reinhard 1964. Megaprosopus regalis ingår i släktet Megaprosopus och familjen parasitflugor.
Artens utbredningsområde är Arizona. Inga underarter finns listade i Catalogue of Life.